# Україна понад усе!
«Україна понад усе!» — українське патріотичне гасло, заклик до боротьби за незалежність України.

## Історія
Вперше це гасло з'явилося 17 вересня 1918 року на реверсі пам'ятної медалі з нагоди перейменування канонерського човна «Кубанець» на нову назву «Запорожець».

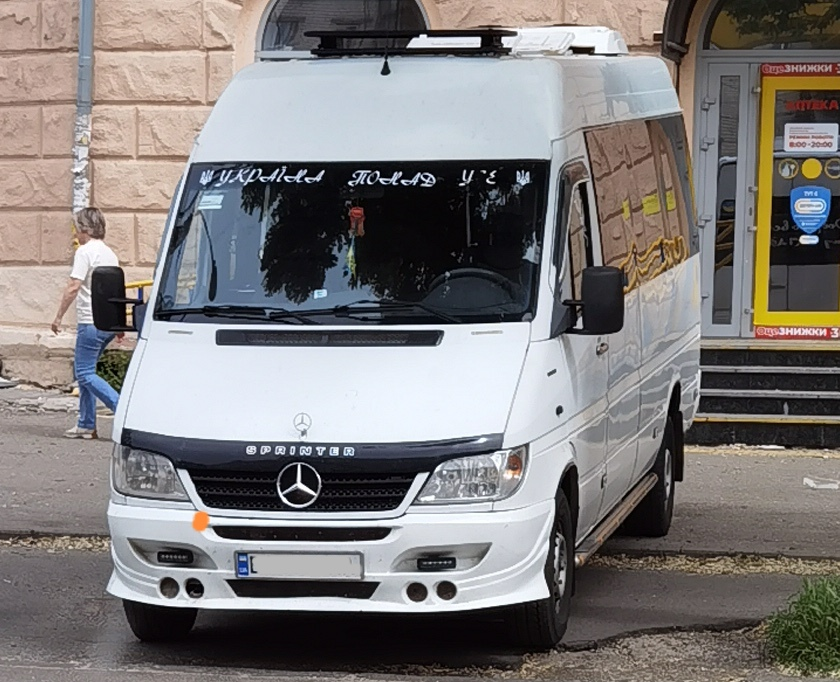
Гасло на лобовому склі автобуса. Дніпро.

З 90-их років гасло стає популярним серед українських націоналістів. Особливого поширення набуло під час Євромайдану 2013-2014 років.

## Значення гасла
Гасло є співзвучним першому рядку «Пісні німців», написаної Гофманом фон Фаллерслебеном на музику Йозефа Гайдна 26 червня 1841 року: нім. «Deutschland, Deutschland über alles» — «Німеччина, Німеччина понад усе».
Значення гасла істотно відрізняється залежно від його інтерпретації: як заклику до боротьби за державу та заклику до панування держави. Так, наприклад, гасло «Німеччина понад усе» як рядок гімну демократичної Німеччини, що був написаний на чужині, звучить як заклик до боротьби за незалежність держави. При цьому гасло «Британія понад усе» (насправді, «Спершу — Британія»; англ. Britain first) з назви липневої 1939 року роботи британського фашиста Освальда Мослі закликає до панування Британії над іншими державами і є цілком шовіністичним.[джерело?]

## Відомі використання
- 19 січня 2015 року на 5-му каналі стартував телемарафон «Україна понад усе»[3].
- 11 червня 2015 року під час візиту до Києва тодішній постійний представник США при ООН Саманта Пауер у своєму виступі в Жовтневому палаці вигукнула: «Україна понад усе!».
- 7 жовтня 2015 року на сайті Головного управління розвідки був розміщений відеоролик «Україна понад усе»[4].

### У мистецтві
Авторська пісня «Україна понад усе».